# Scott Mountains (Antarktika)
Die Scott Mountains sind ein weiträumiges Gebirge im ostantarktischen Enderbyland, das aus zahlreichen isolierten Berggipfeln südlich der Amundsenbucht besteht.
Teilnehmer der British Australian and New Zealand Antarctic Research Expedition (1929–1931) unter der Leitung des australischen Polarforschers Douglas Mawson entdeckten es am 13. Januar 1930. Mawson benannte die Formation als Scott Range nach dem britischen Polarforscher Robert Falcon Scott (1868–1912). Später wurde das Oronym der Größe des geographischen Objekts angepasst.